# Personaggi di Gargoyles
Questo è l'elenco dettagliato dei personaggi della serie animata Disney Gargoyles, andata in onda dal 1994 al 1997.

## Gargoyles
I Gargoyles sono creature dalla forza sovrumana e dall'aspetto ibrido tra umano e chirottero, loro peculiarità sono l'innata abilità guerriera e il fatto di trasformarsi in pietra durante le ore diurne, che essi lo vogliano o meno. Un tempo vivevano liberi in tutto il mondo, ma con l'arrivo degli umani hanno man mano assunto, chi più volontariamente di altri, il ruolo di guardiani delle fortezze. Col tempo però, proprio il loro particolare aspetto e le loro strabilianti abilità li hanno portati al centro del disprezzo degli umani, i quali sono riusciti a estinguerli quasi completamente sfruttando la loro debolezza nelle ore di luce per ridurli a pezzi.
I gargoyles necessiterebbero di un approccio calorico di circa tre mucche al giorno per poter vivere, ma evitano tale consumo ricaricandosi di energia nelle ore diurne, quando sono di pietra; tramite tale processo riescono inoltre a riprendersi brevemente dalle ferite; il che non vuol dire che siano immortali anche se invecchiano meno velocemente di un umano. Biologicamente appaiono più giovani di quanto non lo siano cronologicamente poiché tramutandosi in pietra il loro ritmo di crescita si ferma, e riprende poi dopo il tramonto del sole, quando ritornano di carne e ossa. I loro occhi si illuminano al buio di una scintillante luce bianca per i maschi e rossa per le femmine. Nonostante le ali non sono capaci di volare ma solo di planare sulle correnti d'aria.
Si nota molto facilmente che i gargoyles indossano dei grossi perizomi; ebbene in origine ovvero anticamente i gargoyles non avevano vergogna a girare nudi. L'imperatore romano Cesare Augusto in persona, provando disgusto per questo, ordinò ai suoi gargoyles di indossare dei perizomi e a un mago di far sì che questi indumenti si pietrificassero per sempre insieme con le creature quando sorgeva il sole; col tempo anche tutti i gargoyles del mondo indossarono degli indumenti. Con questa storia si spiega perché i gargoyles, oggi, indossano dei perizomi.
Non è poi chiaro da quali esseri viventi i gargoyles discendano; se si siano evoluti dai grandi rettili dell'era Paleozoica oppure da quelli dell'era Mesozoica.
I pochi clan sopravvissuti di gargoyles sono ora sparsi per il mondo e si nascondono dal genere umano.

### Il clan di Manhattan
Sono i protagonisti della serie, originari della Scozia, dopo essere stati traditi dal capo delle guardie del castello di Wyvern nel 994 d.C. vennero del tutto sterminati con l'eccezione di un esiguo gruppo che verrà in seguito tramutato in pietra dal Magus per 1000 anni, dopodiché si risveglieranno negli Stati Uniti grazie a David Xanatos, e incominceranno a difendere la città dal crimine con l'aiuto della detective Elisa Maza. 
- Golia (Goliath), interpretato da Keith David, doppiato in italiano da Alessandro Rossi.[1]
È il protagonista e personaggio centrale di tutta la serie, il leader del clan di Manhattan. Ha un forte carattere, intelligente, con un senso di moralità. Golia è apparso in più episodi della serie rispetto a qualsiasi altro personaggio (tranne che per gli episodi "Il falcone d'argento", "Re Artù" e "Il Regno") Questo è più evidente nel corso della prima stagione, in cui vari episodi ruotavano intorno solo a Golia e da un altro membro del clan (come ad esempio "Il sortilegio", "Una vita sospesa", "Il Branco va a caccia"). Si presuppone che Golia nasca nel 938. Nel 984, è diventato il leader del suo clan. Nel Medioevo non hanno un buon rapporto con gli umani residenti nel castello, l'unico che li capisce è il Capitano della Guardia che vede Golia come un potente guerriero, ma la principessa Catherine lo considera un "prepotente e un selvaggio", a torto. In quei tempi, egli aveva una relazione con una gargoyle che Golia chiama il suo "angelo della notte" (più tardi nota come Demona). Si è salvato dall'attacco dei vichinghi dato che è stato ingannato dal capitano della guardia e da Demona, che volevano cacciare gli umani dal castello per lasciarlo ai gargoyles. Quando è tornato, ha creduto che il suo amore era stato ucciso come il resto del suo clan, e desidera vendetta. Egli ha portato i cinque membri superstiti del clan ma niente vendetta: sono stati trasformati in pietra grazie a un sortilegio. Nel 1994, Golia e il suo clan si sono risvegliati grazie al miliardario David Xanatos che ha portato il Castello Wyvern sopra le nuvole. Si fida di Xanatos e lavora per lui fino a quando la detective della NYPD, Elisa Maza, gli ha fatto capire che Xanatos era uno spietato. Ha anche avuto modo di rivedere l'amata di un tempo, Demona. Con il passare delle puntate si è legato sempre di più a Elisa; nell'ultima puntata Golia ed Elisa si dichiarano amore, con un bacio. Nella seconda stagione scopre che le uova del castello sono vive, che vivono ad Avalon e che sono state curate dalla principessa Catherine e il Magus che aveva promesso loro di proteggere le uova come risarcimento per il congelamento del clan in pietra. Qui scopre sua figlia, Angela.
- Demona, interpretata da Marina Sirtis, doppiata in italiano da Emanuela Rossi.[1]
È un ex membro del clan; in passato ha avuto una relazione con Golia (che la chiamava affettuosamente "mio angelo della notte") da lui ha avuto una figlia, Angela. Ossessionata dal desiderio di liberare la sua gente dall'oppressione degli umani si è resa colpevole della distruzione del castello Wyvern, scoprirà però di avere solo provocato la distruzione della sua specie. Grazie a un particolare sortilegio ha legato la sua vita a Macbeth, ed è così riuscita a vivere mille anni senza invecchiare; il suo carattere si è però irrigidito nel tempo ed è diventata più fredda e spietata. In seguito a un diverbio con l'elfo Puck, sarà punita da questi con un incantesimo che durante il giorno, invece di tramutarla in pietra la rende ciò che più odia al mondo: un'umana. Quando scoprirà che la figlia è viva dimostrerà per lei sentimenti parecchio contorti e ambigui, ma lascerà intendere che le vuole bene realmente. A causa del rapporto che c'è tra Golia ed Elisa Maza, Demona odia profondamente quest'ultima.
- Angela, interpretata da Brigitte Bakko, doppiata in italiano da Barbara De Bortoli.[1]
È la figlia di Demona e Golia; di aspetto molto simile alla madre ma visibilmente più giovane, dal padre ha ereditato la pigmentazione della pelle e i capelli scuri, mentre sempre dalla madre le deriva la peculiare abilità di illuminare gli occhi di rosso anziché di bianco. il suo nome è un contrasto a quello di Demona, di cui è difatti l'esatto opposto comportamentale: mite, buona, gentile, altruista, dolce e comprensiva. È nata dalle uova sopravvissute alla distruzione del castello Wyvern e trasportate ad Avalon, qui sarà trovata dal genitore e condotta dal resto del clan; al suo arrivo farà breccia nei cuori di Broadway e Brooklyn, dei quali all'inizio rifiuta le attenzioni seccata, ma poi scoprirà nel primo il compagno giusto per lei e cederà alle sue avance. Ha inoltre un rapporto di grande amicizia con Elisa Maza, che vede quasi come una seconda mamma per via del suo rapporto con Golia. Poiché essi decideranno di adottare un bambino umano, Angela diventerà una sorella maggiore.
- Broadway, interpretato da Bill Fagerbakke, doppiato in italiano da Massimo De Ambrosis.[1]
È un gargoyle di stazza imponente e in sovrappeso, è di tutti il più restio alla lotta e preferisce stare in disparte (preferibilmente a mangiare), di animo gentile e curioso è molto attratto dal mondo circostante e cerca sempre di scoprirne il più possibile. È appassionato di cinema, sport, musica, motori e libri anche più degli altri suoi compagni. Fondamentalmente è però molto ingenuo e facile da raggirare, nonostante venga dipinto spesso come uno stupido e uno zoticone, in realtà lui non è affatto così, ma al contrario ha un animo nobile e caparbio, pronto a sacrificarsi per gli altri e a tirare fuori gli artigli quando il dovere chiama, e di questo Angela se ne accorgerà, innamorandosi di lui invece che di Brooklyn.
- Brooklyn, interpretato da Jeff Bennett, doppiato in italiano da Marco Mete.[1]
È il secondo in comando di Golia, dopo lui e Hudson è il più abile dei gargoyles, dimostra più spesso di saper essere un ottimo stratega e guerriero, sebbene abbia delle attitudini piuttosto impetuose dovute anche alla giovane età; durante il viaggio di Golia attraverso il mondo sarà lui a prendere in mano le redini del clan dimostrandosi un suo degno sostituto. Non sopporta Demona ed è totalmente avverso a ogni forma di collaborazione con lei seppur dovesse essere breve. Si innamorerà di Angela, figlia di Golia e Demona, e per lei entrerà in conflitto con l'amico Broadway (che alla fine conquisterà la ragazza) ma alla fine si riappacificheranno.
- Lexington, interpretato da Thom Adcox-Hernandez, doppiato in italiano da Simone Mori.[1]
È il più giovane e piccolo dei gargoyles, poco più grande di un bambino, nonostante le apparenze è un guerriero formidabile e di tutti è quello che più si avvicina alla comprensione della tecnologia del XXI secolo, tanto che lo si vede spesso trafficare con computer e videogiochi; è tuttavia un buontempone e un ingenuo, e questo lo rende soggetto alle trappole dei nemici.
- Hudson, interpretato da Ed Asner, doppiato in italiano da Sandro Iovino.[1]
È un ex leader del Wyvern Clan. È in pensione dopo essere stato accecato nell'occhio sinistro combattendo l'Arcimago. Egli, tuttavia, è rimasto un forte guerriero, astuto stratega. Golia spesso invoca il suo consiglio e la sua esperienza. Lui e Goliath sono stati gli unici due gargoyles, che si sono salvati lasciando il castello di Wywern, e quindi sono stati assenti durante il raid che ha distrutto gran parte del resto del clan. Dopo essere stato risvegliato, Hudson è stato il primo a scegliere il nome, e prese spunto dal fiume di New York. Fa amicizia con lo scrittore cieco Jeffrey Robbins, che non capisce il suo essere non-umano (anche se poi ha rivelato a Hudson che aveva capito che era un gargoyle "con il suo accento scozzese, visite solo durante la notte, e il suo odore di vecchio cuoio"), e che gli ha insegnato a leggere. Hudson molte volte guarda la televisione e fa la guardia del clan della casa, mentre gli altri sono in pattuglia. Tuttavia egli rimane un fiero guerriero, pronto a rispondere a qualsiasi sfida. Hudson è anche l'unico gargoyle del clan che, regolarmente, si avvale di un'arma (una piccola spada), che ha incominciato a usare qualche tempo dopo aver perso un occhio. In un episodio della terza serie, Hudson ha subito un intervento chirurgico per ritrovare la vista su consiglio di Robbins. Si è anche detto che era il padre biologico di Broadway, ma pare che né lui né Hudson ne siano al corrente.
- Bronx.
È una strana creatura con le stesse capacità di un gargoyle ma di aspetto simil-canino, sprovvisto delle ali e della parola, si comporta esattamente come se fosse un animale domestico, non è l'unica creatura con queste caratteristiche nella serie, ma non viene tuttavia mai spiegato cosa sia esattamente.

#### Altri membri del clan
- Pietrafredda, conosciuto anche con il nome di Otello, doppiato in italiano da Michele Gammino.
Fa la prima comparsa nell'ultima puntata della prima saga ("Il nuovo risveglio") e lo si può vedere interamente gargoyle, poiché l'incontro che avviene con il fratello Golia è nella sera prima della strage compiuta da Hakon. Viene risvegliato da Demona e da Xanatos attraverso l'utilizzo in contemporanea di tecnologia e magia; è Demona stessa a ricordargli il suo nome. Demona e Xanatos poi hanno tentato di utilizzare Pietrafredda per distruggere Golia e il suo clan. Quando Pietrafredda attacca Golia, il capo del Clan di Manhattan non lo riconosce, poi successivamente si ricorda di lui. Dopo una lunga battaglia, a cui partecipa tutto il clan di Golia, Pietrafredda si è sacrificato per salvare suo fratello, caduto nel fiume Hudson. Pietrafredda è l'unione di tre anime di gargoyles, tutti uccisi nella strage di Hakon. La parte "vivente" era buona, fino a quando Pietrafredda non attacca un centro della Cyber Biotic e non incontra un potente virus che gli resetta la memoria. Grazie a questo virus, la personalità di Pietrafredda può cambiare da un momento all'altro. Fa la sua ultima apparizione nella puntata 49 della seconda saga ("Possessione") dove il figlio di Xanatos, Alexander, riesce a separare le tre anime di gargoyles in tre diversi robot (Pietrafredda, FerroAcciaio/Iago e Fuoco Freddo/Desdemona, quest'ultima di sembianze femminili). La parte cattiva scappa mentre le altre due (Pietrafredda e la sua compagna) si allontanano giurando di ritornare. Ed entrambi ritornano davvero, nel seguito a fumetti, diventando poi membri del clan di Manhattan.
- Fuocofreddo/Desdemona, doppiata in italiano da Stefanella Marrama.
È la compagna di Pietrafredda/Otello.
- Katana.
È nata nel Giappone dell'era feudale, Brooklyn la incontrerà viaggiando nel tempo; si innamoreranno e lei deciderà di andare con lui nel suo viaggio nel tempo; avranno anche in futuro dei figli. Arrivata insieme con il suo compagno nel 1997, si unirà al clan di Manhattan.
- Nashville.
 il primo figlio di Brooklyn e Katana.
- Fu-dog.
Fa parte del clan cinese Xanadu, Brooklyn lo incontrerà durante il suo viaggio nel tempo e dopodiché si unirà a lui e al clan di Manhattan
- Freddoacciaio/Iago, doppiato in italiano da Sergio Graziani.
È il fratello malvagio di nido di Golia e Pietrafredda/Otello, ha sempre nutrito un debole per Fuocofreddo/Desdemona, senza mai essere ricambiato. Odia profondamente Golia.
- Uova del nido.
Sono i piccoli che vengono tenuti al sicuro nelle caverne del castello e che questo riescono a sfuggire dall'attacco degli invasori. Vengono in seguito prelevate e portate al sicuro ad Avalon dalla principessa per fare ammenda del massacro avvenuto. Tra le uova c'è Angela: figlia biologica di Demona e Golia.

### Il clan dei cloni
Dopo l'insuccesso dei mutati lo stesso Sevarius tentò la clonazione, così ottenne un esercito di cloni di gargoyles che, una volta affrontati i loro doppi decideranno di lasciare la carriera criminale e andranno a vivere nel sottosuolo con i mutati; con l'eccezione di Ailog, che continuerà a creare danni. Una loro interessante caratteristica è che i maschi illuminano gli occhi di rosso e le femmine di bianco, cosa contraria nelle loro controparti originali.
Nella terza serie del cartone animato, a causa di una instabilità nel processo di clonazione tutti i cloni finiranno per contrarre un virus che li tramuterà per sempre in pietra. Nei fumetti invece Ailog e i cloni sono ancora vivi e il malvagio gargoyle riesce a portare questi ultimi dalla sua parte ancora una volta e aizzarli contro il clan di Manhattan. Tuttavia essi lo abbandoneranno, a parte Brentwood che rimarrà suo alleato. Il suo primo obiettivo è quello di prendere altro sangue da Golia e il suo clan per i suoi diabolici scopi. Dopodiché incontrerà Shari, che diverrà sua assistente.
- Ailog (voce italiana Alessandro Rossi).
È il clone di Golia, identico a lui in tutto e per tutto salvo che per alcuni particolari. Egli infatti ha i capelli bianchi, gli occhi rossi e la pigmentazione della pelle quasi viola, essendo stato clonato un anno prima dalle cellule di Golia. È stato istruito con un programma di apprendimento che lo ha reso molto più simile a uomo che a un gargoyle; questo lo spinge ad avere i difetti dell'uomo come l'inclinazione al male, la vendetta, il desiderio di denaro, pensando soltanto al proprio tornaconto.
Diventerà anche il nuovo innamorato di Demona, visti i comuni interessi, anche se l'amore di Ailog sarà tutt'altro che sincero: userà Demona solo per i suoi scopi. Poiché Ailog può essere considerato fratello di Golia, è pertanto lo zio di Angela.
- Malibu (voce italiana Marco Mete.
È il clone di Brooklyn, avrà una relazione con Delilah.
- Brentwood (voce italiana Simone Mori).
È il clone di Lexinton.
- Hollywood (voce italiana Massimo De Ambrosis).
È il clone di Broadway.
- Burbank (voce italiana Sandro Iovino).
È il clone di Hudson
- Delilah (voce italiana Rossella Acerbo).
È un ibrido genetico tra il DNA di Elisa e quello di Demona, avrà una relazione con Malibu.

### Il clan dei mutati
Per contrastare il clan di Manhattan Xanatos si servì di un noto genetista, il dottor Sevarius, il quale studiò un modo per creare dei gargoyles artificiali, ma vista la quantità enorme di tempo occorrente per crearli in provetta, optò per mutare geneticamente degli esseri umani. Vittima di questi esperimenti fu anche Derek Maza, fratello di Elisa, che fu trasformato in Talon. Il gruppo comprese in seguito di essere stato sfruttato da Xanatos (che aveva pianificato tutto) e gli si rivoltò contro, e creata una civiltà loro nelle fogne diventeranno preziosi alleati del gargoyles nella lotta al crimine e protettori della città. Il loro corpo è un ibrido tra umano e felino, e questo gli concede le abilità fisiche dei gargoyles, in più a differenza di questi, i mutati possono proprio volare grazie a enormi ali di pipistrello, possono inoltre emettere energia elettrica e non si tramutano in pietra.

#### Talon
Talon (voce italiana Corrado Conforti) un tempo noto come Derek Maza, fratello di Elisa, l'amica dei gargoyles, lavorando come pilota per Xanatos finisce coinvolto in un incidente (apparentemente) che lo trasforma nel mostro che è ora. Inizialmente se la prenderà con Golia e il suo clan ritenendoli responsabili, ma poi scoprendo che la sua mutazione è stata architettata da Xanatos si ribellerà e diverrà il capo del clan dei mutati e un prezioso alleato dei gargoyles. Col tempo anche la sua famiglia accetterà la sua nuova vita e il suo nuovo aspetto, si fidanzerà con la compagna Maggie. Ha l'aspetto di una pantera umanoide con ali di pipistrello ed è alto più di due metri.

#### Claw
Fedele aiutante e amico di Talon, ha l'aspetto di un'enorme tigre umanoide con ali di pipistrello. La sua mutazione lo ha reso muto a differenza degli altri; e perciò comunica solo attraverso il linguaggio dei segni.

#### La Gatta
La Gatta (voce italiana Stefanella Marrama) (in originale Maggie the Cat) un tempo era nota come Maggie Reed, una sventurata senzatetto che raccolta per strada dal dottor Sevarius subì a tradimento gli esperimenti che le conferirono l'aspetto attuale da leonessa umanoide alata. Farà inizialmente di tutto per riavere il suo aspetto, ma quando sarà a un passo dal riuscirci ritornerà sui suoi passi decisa a voler restare con i suoi compagni. Brooklyn sarà subito attratto da lei ma rimarranno solo buoni amici, dato che lei si innamora ricambiata del fratello mutato di Elisa, Talon.

#### Fang
Un tempo noto come Fred Sykes, è un guerrafondaio che ha pienamente approvato la sua mutazione genetica, cercherà di spodestare Talon dal potere per poter attaccare e conquistare la superficie; tuttavia finirà per venire imprigionato dai compagni grazie anche all'aiuto dei gargoyle. Ha l'aspetto di un puma umanoide con immancabili ali di pipistrello. Sarà poi uno dei membri della squadra di redenzione di Gargoyles: Bad Guys, dove si potrà ravvedere per quello che ha fatto in passato.

#### Altri mutanti
In Gargoyles Bad Guys appaiono altri quattro mutati creati da Sevarius:
- Thug: un uomo dall'aspetto di un coccodrillo umanoide.
- Tasha: una ragazza dall'aspetto ibrido tra umano e armadillo. Si è uccisa dopo aver scoperto che Sevarius non aveva intenzione di curarla.
- Benny: un ragazzo dall'aspetto ibrido tra umano e oniscidea.
- Erin: una ragazza dall'aspetto di tartaruga umanoide. È la sorella maggiore di Benny.

### Il clan del Guatemala
Specie di gargoyles in parte serpenti, capaci di esporsi alla luce del sole grazie a potenti amuleti magici. I membri di spicco hanno nomi spagnoli e sono: Zafiro, Jade, Turquesa e Obsidiana (voci italiane Claudio Fattoretto, Enrico Pallini, Cristina Boraschi e Roberta Pellini).

### Il clan di Avalon
Sono le uova dei gargoyles del castello Wyvern, portate nella magica terra di Avalon dalla principessa Catherine, dal Magus e da Tom. I membri più di rilievo del clan sono Gabriel (figlio di Pietrafredda e della sua compagna), Ophelia e Boudicca, un altro cane-gargoyle simile a Bronx. Oltre ovviamente ad Angela, che vi è nata e cresciuta ma che si stabilirà poi a Manhattan col padre.

### Il clan di Londra
Gruppo di gargoyles inglesi dall'aspetto più animale rispetto a quello dei classici gargoyles, sono esperti di magia. i membri di spicco sono: Leo (simile a un leone), Una (simile a un unicorno), Griff (simile a un grifone). Nei fumetti appaiono altri membri: Staghart (simile a un cervo), Constance (simile a un cinghiale), Lunette (somigliante a Una, ma più giovane) e Old Pog, il più vecchio del clan (e di aspetto simile a un ippogrifo). 

### Il clan Ishimura
Clan di gargoyles giapponesi devoti al Bushido. i suoi membri principali sono: il suo leader Kai, Sora e Yama. Quest'ultimo sarà un altro membro della squadra di redenzione in Gargoyles: Bad Guys.

### Gli altri clan
Il coproduttore della serie Greg Weisman ha annunciato che nelle prossime storie del seguito a fumetti della serie appariranno altri gargoyles, fra cui un clan tuttora vivente in Cina e un altro in Corea e altri clan in Scozia, nei pressi del Loch Ness, e nell'isola magica dove vivono i Nuovi Olimpici.

## Umani
Gli esseri umani ricoprono spesso un ruolo importante per l'economia delle vicende, in quanto validi nemici o alleati dei gargoyles.

### Umani principali
- Elisa Maza (voce italiana Rossella Acerbo) è una detective della polizia di Manhattan, la sua famiglia ha una lunga tradizione di servizio nel dipartimento di polizia. Co-protagonista delle vicende, è stata la prima vera amica umana dei gargoyles; man mano che la storia procede lei e Golia si innamoreranno, mentre con Angela avrà un rapporto quasi materno e sarà sempre molto stimata da tutti gli altri membri del gruppo. Ha un rapporto difficile con il fratello Derek/Talon, e una sorta di rivalità che via via sfocia sempre più in odio per Demona. Detective brillante, lavorerà assieme ai gargoyles per far trionfare la giustizia nella città.
- David Xanatos (voce italiana Nino Prester) è un potente uomo d'affari, sarà l'artefice del risveglio dei gargoyles, e sarà intenzionato a sfruttarli per i suoi scopi, quando essi scopriranno la sua vera natura incomincerà una lotta tra lui e la squadra di Golia; sposerà Volpe e avrà da lei un figlio, Alexander Xanatos. Dopo che Golia e il suo clan lo aiuteranno a salvare suo figlio dalla furia di Oberon, Xanatos deciderà di porre fine alla faida, dando ospitalità ai gargoyles nel suo castello. Il suo scopo principale, comunque, è fin dall'inizio quello di aumentare il suo potere e le sue ricchezze, oltre a cercare di ottenere l'immortalità servendosi di ogni mezzo, inclusi i gargoyles.
- Volpe (voce italiana Isabella Pasanisi) è inizialmente uno dei membri del Branco. Il suo nome di battesimo è Janine Renard, ma fin da bambina non le è mai andato a genio e per questo lo cambierà legalmente in "Volpe" (in originale Fox) una volta divenuta adulta[N 1]; è la figlia di Titania (Signora di Avalon) e di Halcyon Renard. Dopo aver passato un breve periodo col Branco (in cui si distingue per le sue capacità di leadership e organizzazione), diverrà la fidanzata e in seguito moglie di David Xanatos, da cui avrà anche un figlio: Alexander, dotato di poteri magici, come d'altronde lo è anche lei sotto pressione emotiva. L'amore ambiguo per la donna è l'unico sentimento positivo mostrato da Xanatos.
- Alexander Xanatos Figlio di Xanatos e di Volpe, essendo nipote di Titania è dotato di incredibili poteri magici che col tempo potenzierà grazie all'aiuto di Owen/Puck. In un possibile futuro mostrato da Puck, viene mostrato Alexander da adulto. Il suo aspetto è molto simile al padre Xanatos mentre ha i capelli arancione e gli occhi verdi come sua madre Volpe. Come sua madre, anche Alexander quando crescerà, avrà la voglia verde a forma di volpe sull'occhio destro.
- Principessa Katherine (voce italiana Eleonora De Angelis) è la signora del castello Wyvern. Inizialmente aveva molti pregiudizi sui gargoyles, ma dopo essere stata salvata da Golia cambierà atteggiamento, e diverrà la protettrice delegata delle uova, che porterà ad Avalon dove aiuterà a crescere i piccoli gargoyles assieme al Magus e a Tom. Ella è legata sentimentalmente a Tom.
- Magus (voce italiana Sergio Di Stefano) è il consigliere della principessa Katherine, di cui è in segreto innamorato; sarà l'artefice dell'incantesimo che pietrificherà i gargoyles per mille anni in seguito a un equivoco provocato dai vichinghi. Distrutto dai sensi di colpa per quello che fece, promise a Golia che insieme con la principessa proteggerà le uova e crescerà i cuccioli di gargoyles ad Avalon. Golia come ultima cosa gli chiede di pronunciare l'incantesimo per farsi pietrificare anche lui per restare insieme con i suoi compagni. Giunti ad Avalon negli anni che seguirono, il Magus non rivelò mai i propri sentimenti alla principessa per paura di una propria inadeguatezza. Ciò è anche legato ai sensi di colpa per quello che fece a Golia e al suo gruppo. Golia giungerà infine ad Avalon, che sarà attaccata dall'arcimago e dalle strane sorelle. Mentre Golia combatte contro di esso, Magus affronta le strane sorelle, riuscendo infine a legarle con delle catene di ferro, ma lo scontro lo prosciugherà di tutte le forze facendogli perdere la vita. Ormai morente, il magus chiede perdono a Golia per quello che gli fece, ma Golia al contrario lo ringrazia per avere salvato e protetto i suoi piccoli. Magus riesce infine a dichiarare i suoi sentimenti alla principessa Katherine che piange disperata per la sua morte.
- Tom (voce italiana Mario Cordova), inizialmente solo un bambino profugo rifugiato al castello Wyvern, dopo che si trasferirà ad Avalon insieme con il Magus e alla principessa Catherine, diverrà il protettore delle uova e il maestro dei giovani gargoyles, nonché compagno della principessa Catherine. Sua madre insiste perché andasse ad Avalon, lontano dagli orrori delle guerre del mondo umano. Tom divenuto grande, fece ritorno nel mondo umano ogni cento anni per vedere se Golia e il suo clan si fossero infine risvegliati.
- Arcimago (voci italiane Sergio Graziani- 2 episodi e Luigi Montini- 2 episodi) è il maestro di Magus; esso inizialmente aveva come apprendista la giovane Demona, che riusciva a soggiogare a causa dell'odio che covava verso gli umani. Costringendola a compiere azioni riprovevoli per suo tornaconto. Ha sempre cercato di ottenere tre magici amuleti per ottenere un potere illimitato.
- Capitano delle guardie del castello Wyvern (voce italiana Sandro Sardone) era un grande amico di Golia del quale lui si fidava. Tradì gli abitanti del castello per aiutare i gargoyles a riconquistare la libertà ma il suo piano fallì quando Hakon distrusse le statue uccidendo i gargoyles. Perderà la vita insieme con lui cadendo da un precipizio quando Hakon cercò di fare ricadere tutta la colpa su di lui. Nonostante fossero fisicamente morti, il capitano e Hakon precipitarono in una caverna più in profondità di quella dell'arcimago dove si ergeva una misteriosa costruzione di Dolmin impregnati di una enorme forza magica. I loro enormi sentimenti di odio per quello che gli accadde li fecero trattenere dentro alle caverne divenendo due fantasmi restando ad albergarvi per mille anni. Golia giunto infine con Angela, Elisa e Bronx viene attirato da loro dentro alla caverna per potersi infine vendicare. Hakon e il soldato attivano infine la magia dei Dolmin in modo da prosciugare la forza vitale di Golia potendo così tornare in vita. Wyvern capisce infine di essere lui quello che ha sbagliato per ciò che accadde. Aggredendo Hakon spezza le linee di forza dei dolmin interrompendo il rituale avendo ricevuto la possibilità di rimediare agli errori commessi. Il capitano compare infine davanti a Golia sorridendo sereno, ringraziando l'amico gargoyle per averlo aiutato, potendo finalmente salire in cielo.
- Macbeth (voci italiane Dario Penne (adulto) e Simone Crisari (adolescente)), basato sulla figura del personaggio creato da Shakespeare; fu un tempo il re di Scozia; costantemente in guerra con il cugino per il trono farà un patto di sangue con Demona che legherà le loro vite per sempre, rendendoli immortali a meno che non si uccidano a vicenda. Inizialmente sarà un nemico dei gargoyles (all'inizio per stanare Demona, poi perché interferiscono con i suoi piani o perché sotto l'influsso delle Tre Strane Sorelle), ma più avanti diverrà un loro occasionale alleato.
- Arthur Pendragon (voce italiana Luca Ward) è il leggendario Re Artù, ritenuto il guerriero più abile mai esistito. Come nella leggenda, egli ha dormito per secoli nella collina cava ad Avalon, fino a quando non è stato svegliato da Elisa per combattere l'arcimago. Come ammesso dalle strane sorelle, egli sembra possedere enormi poteri. In seguito affronterà Macbeth per riprendersi Excalibur in quanto solo il vero re poteva brandirla. Re Artù offre infine a Macbeth di prendere posto al suo servizio, ma egli rifiuta. In quanto anche Macbeth è stato re di Scozia e rifiuta di servire qualcun altro, ma che comunque, in caso re Artù avesse avuto bisogno di aiuto lui sarebbe accorso a dargli una mano, diventando infine amici. Nonostante il suo risveglio anticipato, Artù decide infine di visitare il mondo esterno alla ricerca di Excalibur, Merlino e nuovi cavalieri per ricostruire il suo regno. Come profetizzato Artù avrebbe guidato il mondo in futuro. La ricerca di Excalibur lo farà incontrare con il clan di Golia e Grif del clan di Londra. Grif sceglierà infine di seguire Artù nelle sue avventure diventando il suo primo cavaliere, sir Grif. Artù e Grif ricompariranno nel seguito a fumetti, in compagnia di Macbeth per aiutare Golia, Elisa e il clan di Manhattan contro i cloni malvagi di Ailog.

### Il Branco
Inizialmente, grazie anche alle loro capacità fuori dal comune, avevano trovato fortuna in una serie televisiva omonima. La sete di potere e la voglia di avere qualcuno davvero forte con cui confrontarsi li ha spinti a lasciarsi alle spalle la loro carriera e intraprenderne una nuova, quella criminale. L'ideatore del gruppo è lo stesso Xanatos, che nessuno sa esserne il vero capo. Incominciano molte rappresaglie contro i gargoyles, avendone sempre la peggio, finché Xanatos non concede loro di avere delle mutazioni fisiche grazie ai suoi stabilimenti di biogenetica (Lupo diventerà un uomo lupo, Iena e Sciacallo due cyborg). Un altro membro che lascerà il gruppo, dopo Volpe, sarà Dingo, che diverrà uno dei membri della squadra di redenzione in Gargoyles: Bad Guys. Gli elementi che compongono il Branco sono i seguenti: 
- Lupo (voce italiana: Claudio Fattoretto)
- Sciacallo (voce italiana: Antonio Sanna)
- Dingo (voci italiane: Enzo Avolio (3 ep.) e Francesco Pannofino (1 ep.)
- Volpe (voce italiana: Isabella Pasanisi)
- Iena (voce italiana: Micaela Esdra)
- Coyote (voce italiana: Nino Prester), robot che dalla seconda stagione diventa il capo del Branco, sostituendo Volpe.

### Cacciatori di gargoyles
La figura del cacciatore è nata dal desiderio di vendetta di un ragazzo, Gillecomgain, contro Demona che lo ha sfigurato in viso con i suoi artigli. Il giovane passa tutta la sua esistenza alla ricerca e al tentativo di uccidere Demona senza successo. Il suo odio per Demona sarà portato avanti nei secoli, poiché la sua maschera verrà portata da altri personaggi (anche senza diretta discendenza o per scopi personali ma sempre poiché avversi ai gargoyles o a Demona) questi saranno sempre chiamati il Cacciatore. Ultimo a indossare la maschera fu proprio Macbeth; che diventa nemico di Demona a causa del tradimento di quest'ultima, temendo che Macbeth lasciasse che gli umani del regno uccidessero il suo clan. In seguito un altro trio di cacciatori tormenteranno il clan di Manhattan ma stavolta in seguito a un chiarimento saranno realmente gli ultimi.
- Gillecomgain (voce italiana Antonio Sanna): il ragazzo sfigurato da Demona che diverrà il primo cacciatore grazie anche all'appoggio di Costantine e, più in là, alleato di Duncan. Verrà incaricato da Duncan di uccidere il padre di Macbeth, re di Scozia.
- Duncan (voce italiana Roberto Chevalier): cugino di Macbeth, responsabile della morte del padre di lui (al fine di succedere al trono di Scozia), sarà il secondo a indossare la maschera del cacciatore. Verrà ucciso da Macbeth.
- Malcom Canmore (voci italiane Riccardo Rossi (adulto) e Simone Crisari (bambino)): figlio di Duncan, venne aiutato dagli inglesi per spodestare il trono di Macbeth, ha indossato anche lui la maschera del cacciatore a causa dell'odio per Demona. In seguito la gargoyle temendo il tradimento di Macbeth si alleò con Malcom, ma dopo quest'ultimo tradì a sua volta Demona uccidendo i gargoyles del suo clan, di giorno quando essi erano statue di pietra.
- Donald Canmore: figlio di Malcom è il quarto cacciatore, grazie a cui la famiglia Canmore, di generazione in generazione, si sarebbe autoincaricata di dare la caccia al demone (Demona), l'ultimo dei gargoyle, finché tutta la sua razza non sarebbe stata del tutto estinta.
- Fiona Canmore: ex cacciatrice, appare nell'episodio "Losers", nella saga di "Gargoyles: Bad Guys". Nel 1920 tentò, aiutata dalla "squadra di Atlantide", di uccidere Demona, fallendo.
- Charles Canmore: penultimo cacciatore della famiglia Canmore, venne ucciso da Demona nella cattedrale di Notre-Dame nel 1980 davanti agli occhi dei suoi tre figli Jason, Robyn e Jon che giurarono vendetta. Questo avvenimento fu il motivo che trasformò i figli in spietati cacciatori di gargoyles.
- Jason Canmore (voce italiana Riccardo Rossi): uno dei tre ultimi cacciatori di gargoyles della famiglia Canmore, sarà assolutamente deciso a voler uccidere tutti gargoyles, sia Demona sia il clan di Manhattan. Ma grazie a Elisa Maza riuscirà a non farsi trascinare più dall'odio. Verrà paralizzato dalla vita in giù per un colpo di laser lanciato dal fratello Jon il quale tentava di sparare a Golia e Jason si è messo di fronte proteggendolo. Nonostante il colpo ricevuto, Jason ammette che tale azione ha finalmente spezzato la catena di odio che per troppo tempo legava la sua famiglia. Jason si sente responsabile per il cambiamento di Jon, comprendendo che è sua la colpa per averlo reso così vendicativo e spietato.
- Robyn Canmore (voce italiana Tiziana Avarista): una dei tre ultimi cacciatori e poi membro della squadra di redenzione in Gargoyles: Bad Guys, lasciandosi alle spalle il suo odio per i gargoyles comprendendo che essi non sono cattivi. Insieme a Jason, sceglieranno infine di opporsi alla vendetta del fratello, comprendendo che deve essere fermato. Già da bambina, Robyn, a differenza degli altri della sua famiglia, non accettava di dover ereditare un odio che si era protratto da fin troppo tempo fra i suoi antenati.
- Jon Canmore (voce italiana Roberto Gammino): un altro degli ultimi tre cacciatori. All'inizio è insicuro sul fatto di dover uccidere proprio tutti i gargoyles oltre il demone; successivamente, dopo l'apparente morte del fratello Jason, giurerà anche lui vendetta contro tutta la razza dei gargoyles e in seguito, dopo aver cambiato il suo nome in John Castaway, fonderà una nuova squadra di cacciatori di gargoyles, la squadra anti-gargoyles. È responsabile di avere paralizzato suo fratello Jason colpendolo con un laser dopo che questi si mise davanti a Golia proteggendolo dal colpo. Robin e Jason, sentendola una loro responsabilità si scontreranno con lui con l'obbiettivo di fermarlo.

### Altri umani
- Peter Maza (voci italiane Luciano De Ambrosis da anziano, Riccardo Rossi da giovane).
È il padre di Elisa; pellerossa, è stato un ufficiale della polizia di NY, la figlia lo vede come un eroe.
- Diane Maza (stagioni 1-2), interpretata da Nichelle Nichols, doppiata in italiano da Vittoria Febbi.
È la madre di Elisa; originaria della Nigeria.
- Beth Maza (voce italiana Cristina Boraschi).
È la sorella maggiore di Elisa, studia in Arizona per diventare medico.
- Petros Xanatos (voci italiane Sandro Sardone (1 ep.) e Gianni Vagliani (2 ep.)).
È il padre naturale di David Xanatos. È un pescatore proveniente dalla Grecia. Il suo rapporto con il figlio non è dei migliori non approvandone infatti la spietatezza e l'avidità oltremisura.
- Anton Sevarius (voce italiana Sergio Di Stefano).
È un genetista che lavora per Xanatos e responsabile dei cloni e dei mutanti.
- Matt Bluestone (voce italiana Vittorio De Angelis).
Di origini ebraiche, è il partner di Elisa nel distretto di polizia, è molto affezionato alla sua compagna la quale ricambia le attenzioni; è ossessionato dall'esistenza della società degli illuminati, di cui nell'episodio Rivelazioni entrerà a far parte, e che intende più che mai usare i suoi nuovi agganci per distruggerli. Col proseguire della serie, Matt capisce infine che i gargoyles esistono davvero e che Elisa da tempo ne è amica e che insabbia la maggior parte degli indizi per tenerli al sicuro. Elisa capisce infine che il suo amico Matt è un tipo affidabile e che merità di conoscere Golia e i suoi compagni. Matt fa infine la conoscenza dei gargoyles divenendone amico, soprattutto di Golia con cui condivide una responsabilità reciproca per difendere gli altri. Nella serie a fumetti, quando i gargoyles vengono scoperti si adopera al telegiornale per calmare la massa che essi non sono pericolosi.
- Martin Hacker (voce italiana Roberto Del Giudice).
Lavora all'FBI, ex collega di Matt Bluestone ed è segretamente membro degli illuminati. Il suo compito era di mettere Matt sulla cattiva strada, affinché non sapesse dell'organizzazione degli illuminati. Nell'episodio "Rivelazioni" rivela infine a Matt chi sia davvero facendolo arrabbiare per avergli sempre mentito. Nonostante la collera di Matt, Martin dichiara che ha superato l'esame e che ora è un membro onorario dell'organizzazione dandogli infine la spilla. Non è a conoscenza che Matt intende sabotarli dall'interno e che usare tutte le sue forze per distruggerli.
- Morgan (voce italiana: Lucio Saccone).
È un afroamericano e poliziotto, collega di Elisa Maza.
- Jeffrey Robbins (voce italiana Cesare Barbetti).
È uno scrittore cieco amico di Hudson. Gli insegnerà a leggere. Jeffrey scopre infine che Hudson è un gargoyle per il fatto di avere sempre riconosciuto l'odore di pietra su di lui ma questo non intacca la loro amicizia.
- Maria Chavez (voce italiana: Maria Pia Di Meo).
È il superiore di Elisa.
- Halcyon Renard (voce italiana Luciano De Ambrosis).
È il padre di Volpe, e diventa nonno in seguito alla nascita del nipote Alexander Xanatos. Potente uomo d'affari a capo della potente azienda Cyberbiothic: arrivato a un'età avanzata vorrebbe cedere la sua compagnia Cyberbiothic a Volpe per potersi infine ritirare, ma la figlia si ostina a cercare di rubargliela insieme con Xanatos poiché non lo troverebbe divertente. Soffre molto per essere stato lasciato dalla moglie Anastasia, che solo dopo si scopre essere Titania regina della terza razza. Come Xanatos anche Halcyon desidera l'immortalità per poter finalmente liberarsi del suo corpo malato sentendosi impotente.
- Preston Vogel: (voce italiana Enrico Di Troia).
È l'assistente di Halcyon Renard. È a lui che Puck si è ispirato per creare il suo alterego umano: Owen.
- Mary.
È la madre di Tom. Disprezza all'inizio i gargoyles ritenendoli dei mostri pericolosi. Vedendo poi il massacro che apportarono i vichinghi comprende i suoi sbagli. Aiuta in seguito la principessa, Tom e il Magus a giungere alle porte di Avalon per portare al sicuro le uova. Rifiuterà però di proseguire il viaggio nella magica isola e deciderà di restare nel mondo umano insieme con Finella per tenere nascosto il libro magico: il Grimorum del Magus in quanto la legge di Oberon impedisce alla magia umana di entrare se non quella di Avalon stessa. Chiede a suo figlio Tom di essere forte e di proteggere la principessa, sapendo che Avalon sarà un luogo sicuro per suo figlio dalle guerre del mondo.

## La Terza razza
Descritti da Hudson come creature "mutevoli in grado di cambiare forme", sono la "terza razza" (o "figli di Oberon"), evolutisi prima degli umani ma dopo i gargoyles; creature di pura magia che si divertono a burlarsi delle altre due razze. Differentemente da esse infatti, la terza razza è immortale e dotata di grandi poteri magici, la grande maggioranza di loro sono elfi e fate, generalmente ispirati ai personaggi delle commedie di William Shakespeare.
Tuttavia, come Oberon, essi sono vulnerabili al ferro. Nel millennio trascorso lontano da Avalon, molti di loro si sono uniti con gli uomini generando svariati ibridi. Come dimostrato dalle Strane Sorelle essi possono donare l'immortalità, come è successo a Macbeth e Demona.
- Oberon (voci italiane: Roberto Chevalier (2 episodi) e Angelo Nicotra (1 episodio)): onnipotente e immortale signore di Avalon; marito di Titania e patriarca della Terza razza. Divorziò da sua moglia mille anni prima non sopportando, come lei mostrasse tanto disprezzo per gli umani. Oberon decretò infine che tutti i membri della terza razza, inclusi loro, sarebbero stati per mille anni nel mondo degli umani per imparare l'umiltà. Come dimostrato i suoi poteri sono di gran lunga superiori a quelli del suo popolo, ma come loro, egli è vulnerabile al ferro che può ferirlo o ucciderlo.
- Titania (voce italiana Stefanella Marrama): onnipotente e immortale signora di Avalon; moglie di Oberon. Madre biologica di Volpe. Detto da Oberon: Titania mille anni prima, aveva un comportamento molto diverso rispetto a quelle del presente. Sostenendo che provasse un grande disprezzo per gli esseri umani. Questo portò Oberon a troncare il loro matrimonio, decretando che loro, insieme agli altri membri della terza razza, sarebbero stati per mille anni con gli umani per imparare l'umiltà.
- Le Strane sorelle: tre sorelle gemelle (Phoebe la bionda, Selene la mora e Luna l'albina), potenti streghe immortali che si divertono a osservare il procedere della storia influenzandolo con la loro magia; sono le responsabili dell'incantesimo che ha reso immortali Demona e Macbeth. Cambiano aspetto in pressoché ogni puntata. Sono ispirate alle tre streghe del Macbeth di Shakespeare (ruolo che esse stesse ricoprono nella storia dello stesso Macbeth della serie).
- Puck/Owen Burnett (voci italiane Vittorio Stagni, come Puck; Stefano Mondini, come Owen): presentato inizialmente come il segretario e assistente di Xanatos, dietro le cui spoglie si nasconde Puck folletto scherzoso il cui passatempo preferito è burlarsi degli umani, ma solo tramite scherzi innocenti, di animo giocoso, non è seriamente capace di fare del male a qualcuno. Nei panni di Owen, al contrario, si dimostra un uomo integerrimo e dal grande sangue freddo. La ragione per cui decise di assumere l'identità di Owen fu la curiosità nei confronti della razza umana. Dopo aver scoperto che Titania si spacciava per Anastasia e che aveva sposato Halcyon Renard, decise di capire cosa gli umani avessero di così speciale da far decidere alla signora di Avalon di vivere tra loro. Non avendo mai interpretato il ruolo di un uomo freddo e severo, si ispira a Preston Vogel e diventa Owen. Annoiandosi a morte con Anastasia e Halcyon, però, preferisce passare dalla parte di Xanatos che, insieme con Volpe, gli offrono molto più divertimento visti gli intrighi di cui si rendono autori e complici. Divertendosi da matti con Xanatos, arriva al punto di svelargli la sua vera identità e gli offrì una scelta: un desiderio a sua scelta da lui esaudito o avere sempre al suo fianco Owen. Xanatos, con grande sorpresa, optò per la seconda proposta benché avesse potuto ottenere l'agnognata immortalità. È il responsabile dell'incantesimo che trasforma Demona in umana. Nel corso degli anni ha sviluppato un rapporto di estrema fedeltà e devozione verso Xanatos, al punto di arrivare a sfidare Oberon, per salvare il figlio del suo padrone. Si occuperà anche dell'educazione magica di Alex, essendo egli tecnicamente suo nipote biologico, dato che Volpe è in teoria la sua sorellastra. Tuttavia, avendo osato sfidare Oberon, egli gli proibisce in eterno il ritorno ad Avalon e l'uso dei suoi poteri, tranne quando deve educare o proteggere Alexander.
- Odino (voce italiana di Christian Iansante)[2]: il dio vichingo in persona, il legittimo proprietario dell'occhio magico.
- Anubi (voce italiana Luca Ward): il dio egizio in persona, in realtà anch'egli membro della terza razza.
- Coyote (voce italiana Riccardo Rossi): lo stesso venerato dai nativi americani, membro anche lui della terza razza.
- Banshee (voce italiana Cristina Boraschi): fata irlandese, dotata di una voce straordinariamente potente. Può tramutarsi in un gigantesco verme mostruoso chiamato Krom Krhuak, il serpente della morte. Banshee usa principalmente questo aspetto per combattere il suo arcinemico Khukalen: il guerriero della luce. È una della terza razza di Avalon che rifiuta di fare ritorno all'isola di Oberon in quanto considera l'Irlanda casa sua.
- La nonna: un'anziana saggia nativa americana dotata di un grande potere. Anche lei come gli altri della terza razza si presenterà al grande raduno di Oberon.
- Corvo (voce italiana Francesco Pannofino): cugino della Nonna, grande illusionista che aspira a diventare padrone dell'isola Queen Island in Canada.
- Anansi (voce italiana Claudio Fattoretto): lo stesso mostro mitologico africano in persona.
- Rory Dugan/Cu Chulainn (voce italiana Riccardo Rossi): chiamato anche "Eroe dell'Ulster" o "Il guerriero della luce". Combatte servendosi di una lancia di luce e di uno scudo d'oro. Tra tutti i membri della terza razza che si sono mostrati è quello che ha subito più cambiamenti. Cu Chulainn ha vissuto ed è morto come un mortale fra gli umani, per poi reincarnarsi in un ragazzo di nome Rory. Nonostante Rory non creda alle leggende incomincerà progressivamente a ricordare che nella sua vita precedente era Cu Chulainn. Riacquistati i suoi poteri combatte insieme a Bronx la Banshee riuscendo infine a sconfiggerla. Rory rimarrà in Irlanda imparando a usare i suoi poteri per difenderla.

## Nuovi Olimpici
Creature mitologiche che vivono nell'isola magica chiamata Nuovo Olimpo, nati dall'unione tra degli umani e alcuni membri della Terza Razza. Odiano gli umani poiché li hanno perseguitati secoli or sono e per questo si sono rifugiati nell'isola magica. Dopo aver conosciuto Elisa, capiranno che non tutti gli umani sono malvagi e ciò li spingerà in futuro a mostrarsi all'umanità. Ciò avverrà nel seguito del fumetto avendo i primi contatti con Xanatos che propone i primi approcci.
I personaggi più importanti sono:
- Taurus il minotauro (a suo dire è discendente di quello mitologico)
- Chironte il centauro
- Helios in grado di sparare palle di fuoco
- Boreas l'arcangelo, benevolo sovrano dell'isola
- Proteus, in grado di assumere qualunque aspetto.

## I Robot
- Coyote: il robot sostituto di Xanatos utilizzato spesso dall'uomo è anch'esso frutto di tale tecnologia. Dall'episodio Il nuovo leader del branco, come suggerito dal titolo, ne diventa il capo sostituendo Volpe, che lascia il gruppo.
- I robot-gargoyle: robot costruiti da Xanatos, sono per lo più macchine senza volontà. Xanatos li crea ispirandosi ai gargoyles, adeguatamente accessoriate e programmate per una guerra, nonostante vengano distrutti nello stesso episodio del loro esordio, saranno più volte riparati e riutilizzati dal loro creatore all'occorrenza; alcuni sono fatti di acciaio, altri di ferro. Xanatos poi crea un esoscheletro da combattimento derivante dai progetti del clan di metallo.
- Matrix: è una super nanomacchina creata da Volpe e sua madre. Grazie a Golia e in particolare a Dingo apprenderà la differenza che c'è tra il bene e il male. Ed è poi uno dei membri della squadra di redenzione in Gargoyles: Bad Guys.
- Macbeth robot: usato da Xanatos nell'episodio Il prezzo, per distrarre il clan di Manhattan mentre usa Hudson per un esperimento sul calderone della vita, al fine poi di ottenere l'immortalità.

## Alieni
- Nokkar: appare per la prima volta in "La sentinella", ha una base segreta nell'isola di Pasqua, ed è stato mandato dalla sua razza, i N'Kai, per proteggere la Terra da un'altra razza aliena nemica gli Space-Spawn.